# Солёная (приток Мокрого Карамыка)
Солёная (также балка Солёный Ярок) — река в России, протекает в Ставропольском крае. Устье реки находится в 123 км по левому берегу реки Мокрый Карамык. Длина реки составляет 17 км, площадь водосборного бассейна 29,9 км².
Течёт в юго-восточно направлении. Имеется несколько прудов. На реке расположено село Крымгиреевское.

## Данные водного реестра
По данным государственного водного реестра России относится к Западно-Каспийскому бассейновому округу, водохозяйственный участок реки — Кума от Отказненского гидроузла до города Зеленокумск. Речной бассейн реки — Бессточные районы междуречья Терека, Дона и Волги.
Код объекта в государственном водном реестре — 07010000712108200002047.